# PLP1
PLP1 (protéine protéolipide) est le gène encodant cette protéine, appelée aussi lipophiline, le constituant primaire de la myéline. Le gène PLP1 se situe sur le chromosome X dans la bande Xq22.
Le gène PLP1 provoque, en cas de mutation, la Maladie de Pelizaeus-Merzbacher (PMD) ainsi que la paraplégie spastique familiale liée à l'X (Spastic Paraplegia 2 (SPG2)) (voir:Maladie en rapport avec la mutation du gène PLP1).

## Associations de malades
ELA, Association Européenne contre les Leucodystrophies http://www.ela-asso.com